# San Nicola (Albanella)
San Nicola è una frazione del comune di Albanella (provincia di Salerno) da cui dista circa 3 km.

## Geografia fisica

### Territorio
La frazione San Nicola si sviluppa lungo la Strada Provinciale nº11 a metà percorso tra Albanella e la frazione Matinella.

### Clima
La stazione meteorologica più vicina è quella di Capaccio-Paestum.

## Storia
La frazione era un'antica stazione di posta, dotata di numerosi abbeveratoi, che serviva gli abitanti di Albanella durante il tragitto che li separava dalla frazione Matinella ed in generale dai centri abitati della fascia costiera.
Nel secolo scorso ha perso questa peculiarità, in seguito alla scomparsa del trasporto su carri, ma è rimasta comunque una frazione di passaggio obbligato essendosi sviluppata lungo la strada provinciale che collega Albanella con Capaccio, Altavilla Silentina ed Eboli.

## Archeologia
La collina è sede di almeno due piccole necropoli riferibili ad età lucana. Sul versante settentrionale del colle è possibile riconoscere le tracce di un impianto abitativo di età lucana. Nel punto più basso della  valle si trova il piccolo santuario rurale di Demetra e Kore: l’unica costruzione attualmente visibile è un recinto quadrato degli inizi del V secolo a.C.

## Infrastrutture e trasporti

### Strade
Nel 1999, per facilitare i collegamenti tra la frazione ed il capoluogo, è stata inaugurata una variante alla Strada Provinciale che ne evita i tornanti ed abbrevia il percorso di alcuni km, anche se con una pendenza superiore al 10%.
Questa variante è stata denominata della "fanciulla offerente" in ricordo di una tomba lucana del IV secolo ritrovata nei pressi ed oggi esposta al Museo Archeologico Nazionale di Napoli.
All'inizio ed al termine della strada è presente una targa riportante la dicitura "Strada della fanciulla offerente - tomba lucana del IV secolo".